# Á
Xem thêm: Á (định hướng)

Chữ cái La-tin, A cùng với dấu sắc

Á, á (a - sắc) là chữ cái được sử dụng trong Bính âm Hán ngữ và chữ viết các ngôn ngữ Blackfoot, Séc, Faroe, Galicia, Hungary, Iceland, Ireland, Lakota, Navajo, Occitan, Bồ Đào Nha, Sámi, Slovak, Tây Ban Nha, Tiếng Việt và các ngôn ngữ Apache phương Tây. Đôi khi bị nhầm lẫn với à trong tiếng Pháp; ví dụ: "5 pommes á $ 1" (5 quả táo, mỗi quả $1) được viết là "5 pommes à $1".

## Sử dụng trong các ngôn ngữ khác nhau

### Trung Quốc
Trong tiếng Hán bính âm á là âm yángpíng (陽平/阳平"âm tăng cao") của "a".

### Tiếng Ireland
Trong tiếng Ailen, á được gọi là fada ("dài a"), phát âm là [ɑː] và xuất hiện trong các từ như slán ("tạm biệt"). Đây là dấu phụ duy nhất được sử dụng trong tiếng Ailen Hiện đại, kể từ sự suy giảm của dấu chấm trên nhiều chữ cái trong ngôn ngữ Ailen. Fada chỉ được sử dụng trên các chữ cái có nguyên âm như á, é, í, ó, ú. Nó tượng trưng cho sự kéo dài của nguyên âm.

### Cộng hòa Séc, Hungary, và Slovak
Á là chữ cái thứ 2 của các ngôn ngữ Séc, Hungary và Slovakia và đại diện cho /aː/.

### Faroese
Á là chữ cái thứ 2 trong bảng chữ cái Faroe và đại diện cho /ɔ/ hoặc /ɔaː/.

### Iceland
Á là chữ cái thứ hai trong bảng chữ cái Iceland và đại diện cho /au̯/ (như trong "ow").

### Bồ Đào Nha
Trong tiếng Bồ Đào Nha, á được dùng để đánh dấu trọng âm /a/ trong những từ có âm tiết được nhấn trọng âm ở vị trí bất thường trong từ, như trong lá (ở đó) và rápido (nhanh, nhanh). Nếu vị trí của âm tiết có trọng âm có thể đoán trước được, thì trọng âm cấp tính không được sử dụng. Á /a/ tương phản với â, phát âm là /ɐ/.

### Scotland Gaelic
Á đã từng được sử dụng ở Scotland, nhưng bây giờ đã được thay thế phần lớn bằng à. Nó vẫn có thể được nhìn thấy trong các tác phẩm nhất định, nhưng nó không còn được sử dụng trong chính tả tiêu chuẩn.

### Tây Ban Nha
Trong tiếng Tây Ban Nha, á là một chữ cái có trọng âm, được phát âm giống như cách a. Cả á và một âm như /a/. Trọng âm cho biết âm tiết được nhấn trọng âm trong các từ có mẫu trọng âm không đều. Nó cũng có thể được sử dụng để "chia nhỏ" một từ hai tiếng hoặc để tránh những gì sẽ là từ đồng âm, mặc dù điều này không xảy ra với á, bởi vì a là một nguyên âm mạnh và thường không trở thành một nửa nguyên âm trong một từ hai tiếng. Xem lại dấu phụ và cấp giọng để biết thêm chi tiết.

### Tiếng Việt
Trong bảng chữ cái tiếng Việt, á là âm sắc (âm tăng cao) của a.

## Ánh xạ ký tự
| Kí tự                          | Á                                 | Á                                 | á                               | á                               |
| ------------------------------ | --------------------------------- | --------------------------------- | ------------------------------- | ------------------------------- |
| Tên Unicode                    | LATIN CAPITAL LETTER A WITH ACUTE | LATIN CAPITAL LETTER A WITH ACUTE | LATIN SMALL LETTER A WITH ACUTE | LATIN SMALL LETTER A WITH ACUTE |
| Mã hóa ký tự                   | decimal                           | hex                               | decimal                         | hex                             |
| Unicode                        | 193                               | U+00C1                            | 225                             | U+00E1                          |
| UTF-8                          | 195 129                           | C3 81                             | 195 161                         | C3 A1                           |
| Tham chiếu ký tự số            | &#193;                            | &#xC1;                            | &#225;                          | &#xE1;                          |
| Named character reference      | &Aacute;                          | &Aacute;                          | &aacute;                        | &aacute;                        |
| EBCDIC family                  | 101                               | 65                                | 69                              | 45                              |
| ISO 8859-1/2/3/4/9/10/14/15/16 | 193                               | C1                                | 225                             | E1                              |